# Let There Be Rock (film)
Let There Be Rock – film koncertowy australijskiego zespołu AC/DC, wydanym w kinach we wrześniu 1980 roku. W tym samym roku został także wydany na kasecie VHS. Został nagrany 9 grudnia 1979 r. w The Pavillion w Paryżu, Francja, i zawiera także wywiady z członkami zespołu.
Pomimo tego, że ten film posiada nazwę czwartego albumu studyjnego AC/DC, Let There Be Rock, w filmie zawarte są też utwory z albumów: T.N.T., Powerage, i Highway to Hell. Plakat i opakowanie wydania VHS posiadają również podobną okładkę do tej użytej na ogólnoświatowej i obecnej australijskiej edycji albumu Let There Be Rock.
W listopadzie 1997 r., ścieżka dźwiękowa z tego filmu została wydana na 2. i 3. płycie jako część kompilacji Bonfire. Ta ścieżka dźwiękowa oprócz 13 utworów zawartych w tym filmie, zawiera dodatkowo utwór "T.N.T."

## Lista utworów
1. "Live Wire"
2. "Shot Down in Flames"
3. "Hell Ain't a Bad Place to Be"
4. "Sin City"
5. "Walk All Over You"
6. "Bad Boy Boogie"
7. "The Jack"
8. "Highway to Hell"
9. "Girls Got Rhythm"
10. "High Voltage"
11. "Whole Lotta Rosie"
12. "Rocker"
13. "Let There Be Rock"

- Kompozytorami wszystkich utworów są Angus Young, Malcolm Young, i Bon Scott.

## Wykonawcy
- Angus Young – gitara prowadząca
- Malcolm Young – gitara rytmiczna
- Bon Scott – śpiew
- Phil Rudd – perkusja
- Cliff Williams – gitara basowa